# ナッソー・アベニュー駅
ナッソー・アベニュー駅（英語: Nassau Avenue）はブルックリン区グリーンポイントにあるニューヨーク市地下鉄 INDクロスタウン線の駅である。マンハッタン・アベニュー - ナッソー・アベニュー交差点にあり、終日G系統が停車する。

## 駅構造
| G          | 地上階                       | 出入口                                                        |
| M          | 改札階                       | 改札口、駅員詰所、メトロカード自動券売機                      |
| P ホーム階 | 相対式ホーム、右側ドアが開く | 相対式ホーム、右側ドアが開く                                  |
| P ホーム階 | 北行線                       | ← コート・スクエア駅行き（グリーンポイント・アベニュー駅）    |
| P ホーム階 | 南行線                       | → チャーチ・アベニュー駅行き（メトロポリタン・アベニュー駅）→ |
| P ホーム階 | 相対式ホーム、右側ドアが開く |                                                               |

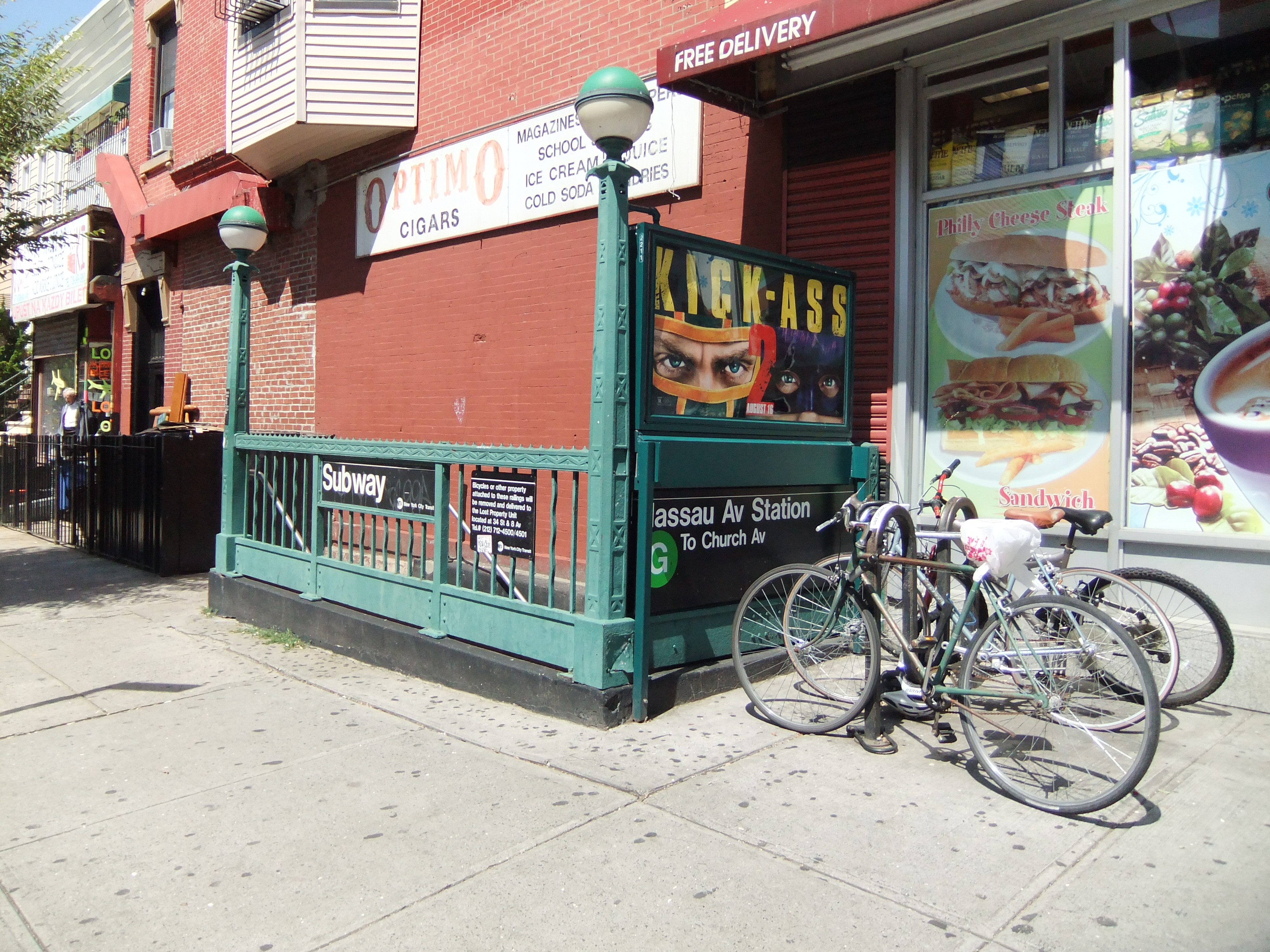
自転車ラックが併設された階段

ナッソー・アベニュー駅は1933年8月19日に開業した相対式ホーム2面2線の地下駅である。ホーム壁面には黒で縁取りされた緑の帯が水平に引かれ、緑で縁取りされた黒地に白のアライアル体で "NASSAU AVE." とレタリングした駅名標が取り付けられている。帯の下には白で "NASSAU" とレタリングした黒タイルが取り付けられ、同じ様式の方向指示が駅名標の下に置かれている。ホームには緑色の柱が等間隔に並び、1本おきに黒地に白でレタリングしたニューヨーク市地下鉄標準の駅名標が取り付けられている。
駅北側の両渡り線はかつて終着駅だった名残である。路線は駅の南でマンハッタン・アベニューからユニオン・アベニューへ移り、メトロポリタン・アベニュー駅に着く。

### 出口
改札はホーム上にあるが、南側のホーム間連絡通路より深い位置にある。ノーマン・アベニュー側の改札にホーム間連絡通路はないため、入場後に反対側のホームへ向かうにはいったん南側まで歩かなければならない。
- 階段1つ、ナッソー・アベニューとマンハッタン・アベニュー交差点北東[8]
- 階段1つ、ナッソー・アベニューとマンハッタン・アベニュー交差点北西[8]
- 階段1つ、ナッソー・アベニューとマンハッタン・アベニュー交差点南東[8]
- 階段1つ、ナッソー・アベニューとマンハッタン・アベニュー交差点南西[8]
- 階段1つ、ノーマン・アベニューとマンハッタン・アベニュー交差点北東[8]
- 階段1つ、ノーマン・アベニューとマンハッタン・アベニュー交差点北西[8]